# جریان آرام شمالی

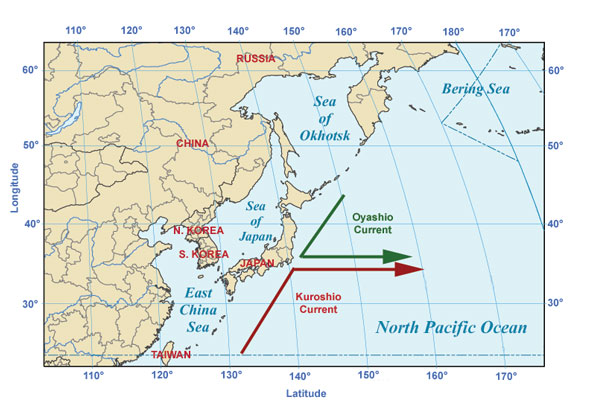
جریان آرام شمالی

جریان آرام شمالی (انگلیسی: North Pacific Current) یک جریان اقیانوسی گرم و کند است که در جهت شرق به غرب میان مدارهای ۴۰ درجه و ۵۰ درجه شمالی در اقیانوس آرام جریان دارد. این جریان در بخش شرقی اقیانوس آرام شمالی در نزدیکی جنوب بریتیش کلمبیا به دو جریان کالیفرنیا (به سمت جنوب) و آلاسکا (به سمت شمال) تقسیم می‌شود.